# Erika Gesell
Erika Gesell (* 16. Mai 1940 in Neuss; † 14. September 2013 in Berlin) war eine deutsche Schauspielerin.

## Leben

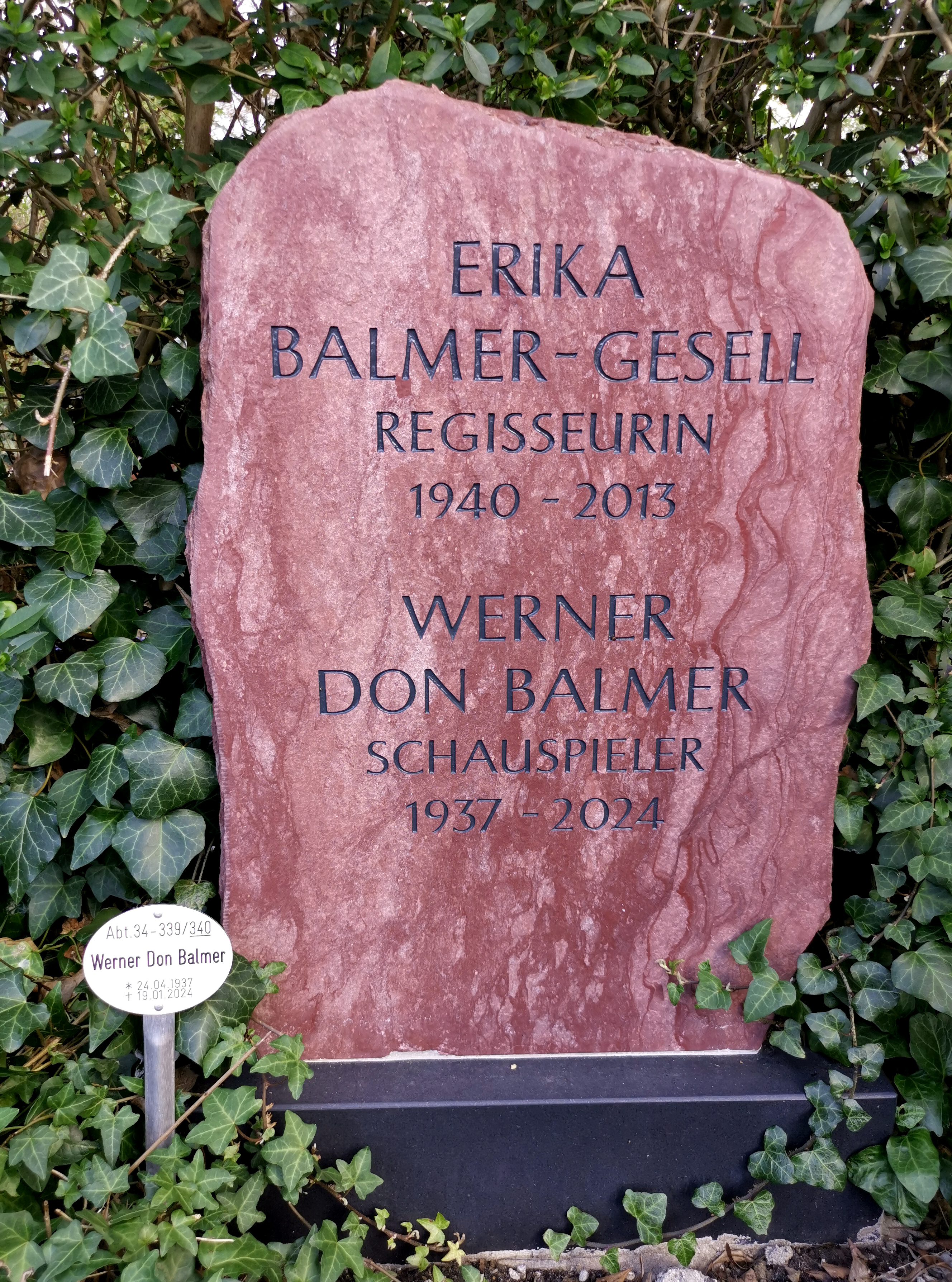
Grabstelle der Eheleute auf dem Friedhof Schöneberg III

Gesell absolvierte zunächst eine Lehre als Bankkauffrau, wobei sie nebenbei Kurse in Schauspiel mit Abschluss in Düsseldorf belegte. Danach folgten erste Rollen in Düsseldorf am Theater an der Berliner Allee sowie kleinere Rollen am Schillertheater in Berlin unter der Intendanz von Boleslaw Barlog, wobei sie auch in der Dramaturgie mitarbeitete.
Später war sie Dramaturgin und Schauspielerin in Köln bei Hansgünther Heyme und mit Boy Gobert am Thalia Theater in Hamburg sowie in gleicher Funktion mit Boy Gobert am Schillertheater in Berlin tätig. Zusammen mit Helmut Baumann erstellte sie Übersetzungen von Musicals, bspw. Ich steig aus und mach meine eigene Show, Chicago, Cage aux Folles und Grand Hotel.
1969 wirkte sie in dem Film Ein Tag ist schöner als der andere als Schauspielerin mit.
Sie zeichnete für weit über 50 Inszenierungen, die in Berlin, München, Bern, Luzern, Aachen, Hildesheim, Ulm, Heilbronn und Bamberg entstanden, verantwortlich.

## Privates
Sie war verheiratet mit Werner Don Balmer und starb nach langer schwerer Krankheit an amyotropher Lateralsklerose (ALS). Ihre letzte Ruhe fand sie auf dem Friedhof Schöneberg III in der Stubenrauchstraße in Berlin-Friedenau (Abteilung 34).